# 越南—瑞典關係
越南－瑞典关系是指越南社会主义共和国与瑞典王国之間的關係。

## 政治交流
瑞典在冷戰初期曾于1955年與越南共和國建交，并派遣位于曼谷的瑞典駐泰國大使館兼辖在南越的相关事务。1967年4月17日，瑞典政府宣布裁減對越代表團的規模，取消了駐泰大使館兼轄涉越事務的機能，改由其設於南越首都西貢（今胡志明市）的名譽領事館以维持双边关系直到1975年南越覆亡。1969年1月10日，瑞典首相塔格·埃蘭德正式宣告承認北越，翌日兩國締結邦交，瑞典遂成為最早承認河內政府的西方國家。

### 外交机构
越南在斯德哥尔摩設有大使館，並兼轄 拉脫維亞。
 瑞典在瑞越建交之初曾暫時以北京的瑞典駐華大使館作為對越聯絡機構。1970年6月，河內的新瑞典大使館正式開館。2010年一度关闭，而瑞典政府於閉館後改由瑞典駐泰國大使館及位于河内、胡志明市的两个名誉领事馆暂辖在越南的相关事务，2011年9月6日，瑞典重新開放駐越大使館。

## 旅遊

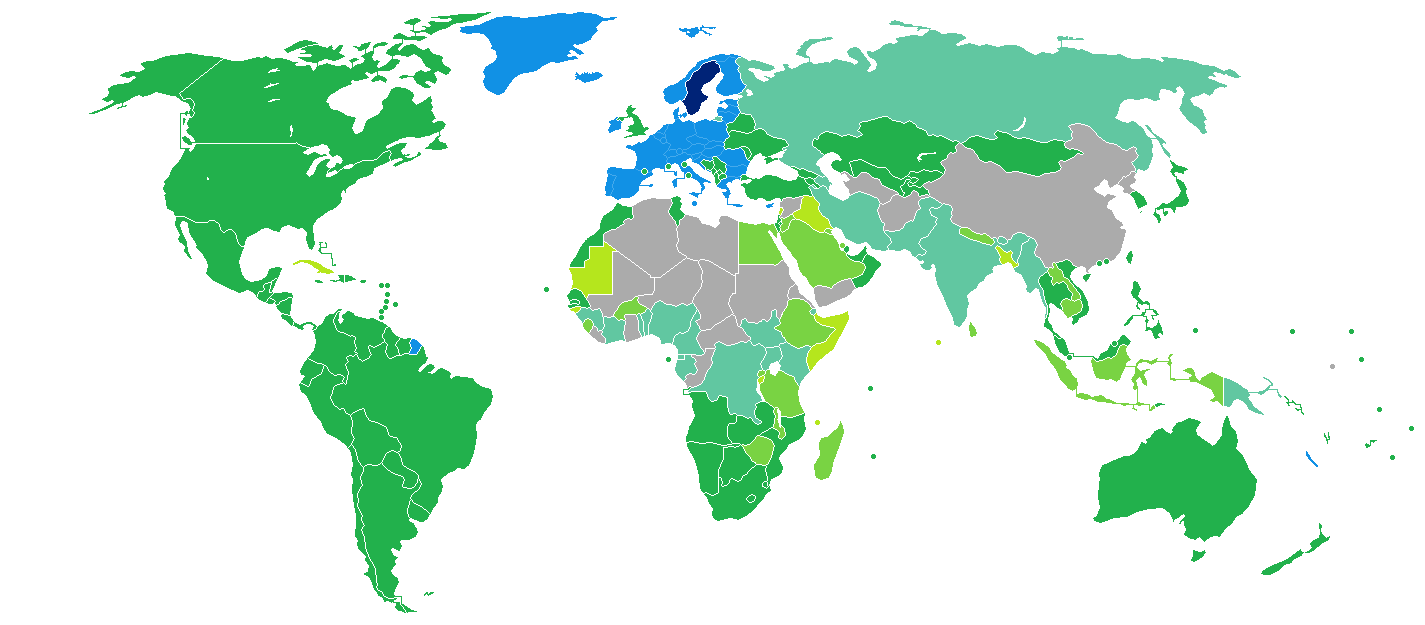
持瑞典護照的瑞典公民可以免簽證的方式入境越南。

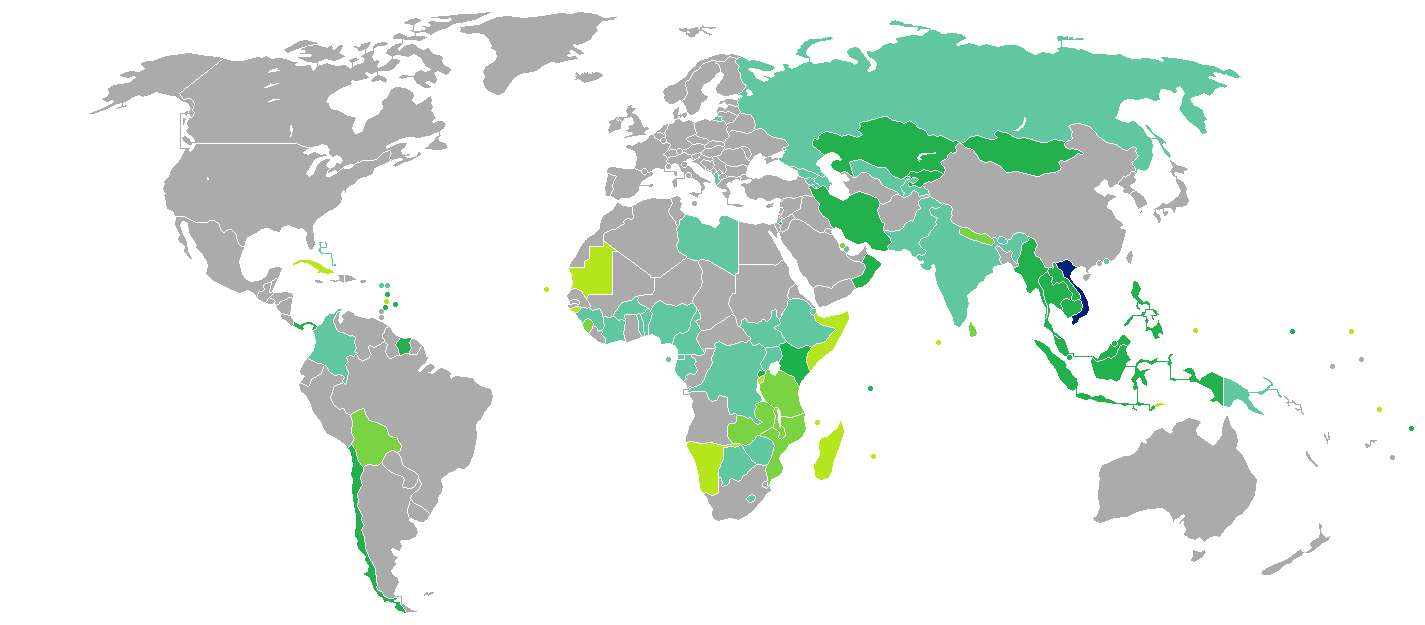
持越南護照的越南公民需要提前申请签证才能入境瑞典。

### 簽證
越南政府单方面给予持有欧盟護照的瑞典公民免签证入境待遇，可以停留15天，自2023年7月起，免签停留日数由15天延长至45天。而越南公民则必须提前申请签证方可入境瑞典。有鑑於2019冠状病毒病疫情，越南政府曾经于2020年3月至2022年3月暂停给予瑞典单方面的免签证政策。

## 经济关系

### 经贸关系
根据越南国家海关总署统计，2018年，瑞、越双边贸易额达15亿美元，同比去年增长了近4亿美元。其中瑞典對越南主要出口工業和電信的機械等。越南主要向瑞典出口農產品、鞋類、紡織品、家具、電話等。
2020年8月，越南与包括瑞典在内的国家签署的《歐盟與越南自由貿易協定》生效，有报道指出，越欧自贸协定将有助于越南应对逆全球化和贸易保护主义、加强与欧盟的全面合作伙伴关系、并更加有效地吸引瑞典等国的外资和先进技术。

### 投资
瑞典對越南投資近年來有所增长，据越南計劃投資部统计，2018年，瑞典对越南总投资额达3.7亿美元，同比去年增长2倍。主要集中在服務業、加工製造業等項目。并主要以合資方式投資对越南投资。其项目遍及河內市、平陽省、胡志明市、隆安省、永福省、峴港市和興安省。愛立信、宜家、伊萊克斯、沃爾沃汽車、H&M等瑞典大型企业均在越南開設門店。